# Gert Biesta
Gert Biesta (Rotterdam, 21 maart 1957) is een Nederlands (onderwijs)pedagoog. Hij is als hoogleraar ‘Public Education’ verbonden  aan het Centre for Public Education and Pedagogy van Maynooth University in Ierland, alsmede gasthoogleraar aan de NLA University College & University van Agder, Noorwegen. Tussen 2015 en 2019 was hij geassocieerd lid van de Nederlandse onderwijsraad.
Van verschillende publicaties is een van zijn meest bekende boeken 'Het prachtige risico van Onderwijs' (2014), waarin zijn visie op het huidige onderwijs duidelijk herkenbaar is. In dit boek betwist hij de huidige tendens om onderwijs als meetbaar, voorspelbaar en als te standaardiseren te beschouwen. Biesta pleit ervoor dat onderwijs een 'zwakke' onderneming is, waarbij onvoorspelbare concepten - risico's, zoals democratie, emancipatie en creativiteit, centraal moeten staan.